# Frie Grundskolers Lærerforening
Frie Grundskolers Lærerforening (FGL) er fagforening for lærere, børnehaveklasseledere og ledere i friskoler og private grundskoler.
FGL har ca. 5.200 medlemmer på landets ca. 470 frie grundskoler.
Foreningen startede i 1975 som efterfølger af Den Private Realskoles Lærerforening.
Foreningen blev nedlagt i 2006 og slået sammen med Efterskolernes lærerforening til Frie Skolers Lærerforening.